# Listeria monocytogenes
Listeria monocytogenes je malá grampozitivní, pohyblivá nesporulující bakterie z čeledi Listeriaceae. Jako saprofyt a epifyt kolonizuje trávicí trakt člověka i zvířat, žije také ve vodě, bahně nebo půdě, je schopna kontaminovat potraviny a krmiva a jako potenciální patogen je původce onemocnění lidí i zvířat, listeriózy. V Evropě a USA způsobuje listerie nejvíce úmrtí ze všech známých potravinových patogenů.

## Popis
L. monocytogenes je kataláza pozitivní, malá a krátká grampozitivní tyčinka, která tvoří i kokoidní formy, delší buňky naopak připomínají korynebakterie . Jsou aerobní nebo fakultativně aerobní, nenáročné a schopné růst i při vysokých koncentracích soli. Netvoří spory ani pouzdra, nejsou acidorezistentní, zato jsou pozoruhodně odolné vůči nízkým teplotám a dokážou se množit i při 4 °C.
Při teplotě 20-25 °C tvoří bičíky a jsou pohyblivé .

### Biochemické vlastnosti
| katalázová reakce | tvorba kyselin z D-glukózy | tvorba kyselin z D-xylózy | tvorba kyselin z L-ramnózy | tvorba H2S |
| ----------------- | -------------------------- | ------------------------- | -------------------------- | ---------- |
| +                 | +                          | -                         | +                          | -          |

### Sérotypy
Sérologickými metodami se na základě odlišnosti O somatických antigenů bakteriálních těl a H bičíkových antigenů rozlišuje 13 sérotypů L. monocytogenes. O antigeny se označují čísly (1-4) a H antigeny malými písmeny (a-e). Naprostá většina případů listeriózy u člověka je způsobena třemi z nich: 1/2a, 1/2b, a 4b. Tento fakt do značné míry maří snahu snadno zjistit virulentní kmen L.monocytogenes a podniknout nutné kroky k zastavení jeho šíření.
V současnosti se proto pracuje na pochopení příbuzenských vztahů sérotypů, podskupin a genetických linií L. monocytogenes, založené na rozdělení pomocí pulzní nebo multilokusové elektroforézy a ribotypizace. .

## Výskyt
L. monocytogenes byla kromě člověka izolována z nejméně 42 druhů divoce žijících i domestikovaných savců, 17 druhů ptáků, byla nalezena i v tělech ryb, korýšů, mlžů, much. Studie naznačují, že L. monocytogenes žije v trávicím traktu až 10% lidí, aniž by u nich vyvolala příznaky nemoci .
Vyskytuje se také volně ve vnějším prostředí, v půdě, ve vodě, na rostlinách, přežije i v silážích.

### Kultivace
L. monocytogenes je nenáročná bakterie, roste velmi dobře na krevním nebo tryptózovém agaru, kde po 24 hodinové inkubaci při 37 °C vytváří okrouhlé, 1-2 mm velké kolonie modrošedé barvy. Na krevním agaru způsobuje částečnou hemolýzu, která ale nepřesahuje okraje kolonií.
Schopnosti L. monocytogenes růst při nízkých teplotách se využívá při selektivní kultivaci, kdy se vzorek nejprve kultivuje při 4 °C (po dobu 4 týdnů až 6 měsíců) a následně se pomnožuje na selektivních bujonech (UVM 1 a UVM 2).
Při vyšetřování vzorků se použávají izolační půdy, tryptózový agar obohacený o selektivní složky nebo chromogenní půdy, které přímo odliší Listerii monocytogenes od ostatních druhů.
V mikroskopických preparátech se vyskytují samostatně, mohou tvořit dvojice nebo krátké řetízky, typickým je uspořádání do shluků připomínajících palisádu - tyčinky se navzájem dotýkají delšími stranami.

### Další způsoby detekce
Jednotlivé druhy listérií je možno rozlišit také pomocí CAMP-testu, biochemicky, pomocí PCR nebo histochemickými metodami, jako je nepřímá nebo přímá sendvičová ELISA aj..

## Toxiny a faktory virulence
L. monocytogenes je fakultativní intracelulární parazit, je schopná proniknout do hostitelské buňky a množit se v ní. Faktory virulence jsou proteiny, které umožňují bakterii žít a množit se v hostitelském organismu.
Za adhezi L. monocytogenes k hostitelské buňce jsou zodpovědné povrchové proteiny Ami, bakteriální adhezin, který se váže na fibronektin sliznic a povrchový protein p104 , internalin A a internalin B slouží k průniku do buňky indukcí fagocytózy, fosfolipázy, fosfatidylinositol-specifická fosfolipáza C a fosfatidylcholin-specifická fosfolipáza C, společně listeriolysin O, který tvoří póry v buněčné membráně vazbou na cholesterol v ní obsažený, naruší stěnu lysozomu a umožní buňce dostat se do cytoplasmy, kde se množí. Listeriolysin a fosfolipázy jsou zároveň cytolytickými toxiny, hemolyziny.
Baktérie produkuje také Zn2+dependentní proteázu, která působí jako exotoxin, povrchový protein LMaA je zřejmě zodpovědný za indukci pozdní hypersenzitivity a povrchový komplex Ei, izolovaný z buněčné stěny, je strukturou i účinky pozoruhodně podobný endotoxinům gramnegativních bakterií - L. monocytogenes je jediná grampozitivní bakterie, která je tvoří.

## Patogenita
Kromě člověka jsou vnímavá i zvířata, z domestikovaných druhů hlavně ovce, skot, prase a kur domácí (viz článek listerióza ptáků).
K infekci dochází nejčastěji perorálně infikovanými potravinami (nebo krmivem), k pomnožení L. monocytogenes v potravinách může dojít při primární kontaminaci syrových potravin, jako je nedostatečně pasterované mléko, měkké sýry, paštika, krůtí maso, drůbeží párky nebo zelenina, a dále při sekundární kontaminaci v průběhu vlastního vaření a uchování hotových pokrmů při pokojové teplotě, zkřížené kontaminaci při přípravě potravy a při nedostatečné osobní hygieně zaměstnanců manipulujících s potravinami. Vstupní branou se ale mohou stát i sliznice spojivky nebo urogenitálního ústrojí.
Při dostatečné funkci imunitního systému k onemocnění buďto vůbec nedojde, nebo proběhne bezpříznakově, eventuálně s mírnými příznaky, jako je nevolnost, zvracení, průjem nebo chřipce podobné symptomy. Listérie se mohou množit v buňkách střevní sliznice, ale dále do organismu nepronikají.
Je-li organismus oslabený stářím, nemocí nebo graviditou, listérie se šíří lymfatickými a krevními cévami a proniká do tkání. Protože L.monocytogenes má afinitu k mozkové tkáni a ke gravidní děloze a plodu, projevuje se tato forma listeriózy život ohrožujícími meningitidami, meningoencephalitidami nebo encefalitidami dospělých a infekcí placenty, plodových obalů a celkovým generalizovaným onemocněním plodu provázeného septikémií, která vede k potratům ve druhém a třetím trimestru, narozením mrtvých nebo těžce nemocných novorozenců, kteří umírají krátce po porodu.
U většiny druhů zvířat se listerióza projevuje stejně jako u člověka - tedy postižením mozku u dospělých zvířat, zmetání a septikémie mláďat. Encefalická forma probíhá perakutně a často končí úhynem zvířat. Podobně listerióza drůbeže má velmi rychlý průběh s vysokou smrtností. Nicméně i u zvířat se vyskytuje bezsymptomatičtí nosiči nákazy, kteří vylučují L.monocytogenes výkaly i mlékem.

### Patogeneze
Po průniku do organismu se L. monocytogenes adheruje na hostitelskou buňku a indukuje fagocytózu - bakterie je tak pozřena i buňkami, které za normálních okolností nefagocytují. Dostane se tak do fagozomu, ze kterého ale musí uniknout, jinak by byla zničena během oxidačního vzplanutí. Vyloučí proto hemolyziny, které rozruší membránu fagozomu a dostává se do cytoplasmy.
V cytoplasmě se bakterie množí a exprimuje na svém povrchu protein Act A, který se váže na aktin hostitelské buňky a ovlivňuje jeho polymeraci a depolymeraci. Takto se listérie snadno pohybují po buňce a stejného mechanismu využívají k infekci dalších, okolních buněk - pomocí aktinu vytvoří jakýsi "prst", výběžek, který obsahuje živou bakterii - prst se zasune do sousední buňky a listérie "přestoupí", aniž by se dostala do mezibuněčného prostoru.
Při oslabení imunitního systému bakterie napadají i samotné bílé krvinky, monocyty, makrofágy nebo polymorfonukleáry a využívají je jako prostředek k šíření se po celém organismu a do cílových orgánů.

## Kontrola potravin
V Česku je výskyt a množství L. monocytogenes v potravinách a potravinářských provozech kontrolováno hygienickými stanicemi, Státní zemědělskou a potravinářskou inspekcí (SZPI) a Státní veterinární správou (SVS).

## Účinná antibiotika
L. monocytogenes je citlivá k penicilinu, ampicilinu, vancomycinu, lizenolidům, azithromycinu a kotrimoxazolu. Betalaktamová antibiotika jsou účinná jen v kombinaci s aminoglykosidy.